# ワシントン郡 (コロラド州)
ワシントン郡（Washington County）は、アメリカ合衆国コロラド州に位置する郡である。人口は4,817人（2020年）。郡庁所在地はアクロン（Akron）である。

## 地理
アメリカ合衆国統計局によると、この郡は総面積6,537 km2 (2,524 平方マイル) である。このうち6,529 km2 (2,521 平方マイル) が陸地で8 km2 (3 平方マイル) が水地域である。総面積の0.12%が水地域となっている。

### 隣接する郡
- ローガン郡 -（北東）
- ユマ郡 -（東）
- キットカーソン郡 -（南東）
- リンカーン郡 - (南)
- アダムズ郡 -（西）
- アラパホ郡 -（西）
- モーガン郡 -（北西）

## 人口動勢
2000年国勢調査で、この郡は人口4,926人、1,989世帯、および1,408家族が居住している。人口密度は1/km2 (2/mi2) である。0/km2 (1/mi2) の平均的な密度に2,307軒の住宅が建っている。この郡の人種的な構成は白人96.39%、アフリカン・アメリカン0.04%、先住民0.57%、アジア0.10%、太平洋諸島系0.02%、その他の人種2.03%、および混血0.85%である。この人口の6.29%はヒスパニックまたはラテン系である。
この郡内の住民は26.50%が18歳未満の未成年、18歳以上24歳以下が6.30%、25歳以上44歳以下が24.80%、45歳以上64歳以下が24.20%、および65歳以上が18.20%にわたっている。中央値年齢は40歳である。女性100人ごとに対して男性は103.40人である。18歳以上の女性100人ごとに対して男性は100.10人である。
この郡の世帯ごとの平均的な収入は32,431米ドルであり、家族ごとの平均的な収入は37,287米ドルである。男性は26,225米ドルに対して女性は21,558米ドルの平均的な収入がある。この郡の一人当たりの収入は 17,788米ドルである。人口の11.40%及び家族の8.60%は貧困線以下である。全人口のうち18歳未満の16.30%および65歳以上の9.40%は貧困線以下の生活を送っている。

## 都市および町
- アクロン（郡庁所在地）